# Ювеналий (Медведский)
Ювеналий Медведский (1767—1809) — российский духовный писатель и педагог, иеромонах Русской православной церкви.

## Биография
Ювеналий Медведский родился 29 мая 1767 года в семье священника Новгородского уезда, Медведицкого погоста. В 1777 году он поступил в Новгородскую духовную семинарию, а в 1784 году определился в Хутынский монастырь, где, при направлении монастырских послушаний, обучался началам философии и упражнялся в произнесении проповедей по праздничным дням. В 1787 году он был пострижен в том же монастыре в монашество и определен экзаменатором сначала по Старорусской, а потом по Тамбовской епархии (1788 год) и тогда же посвящен в иеродиаконы.

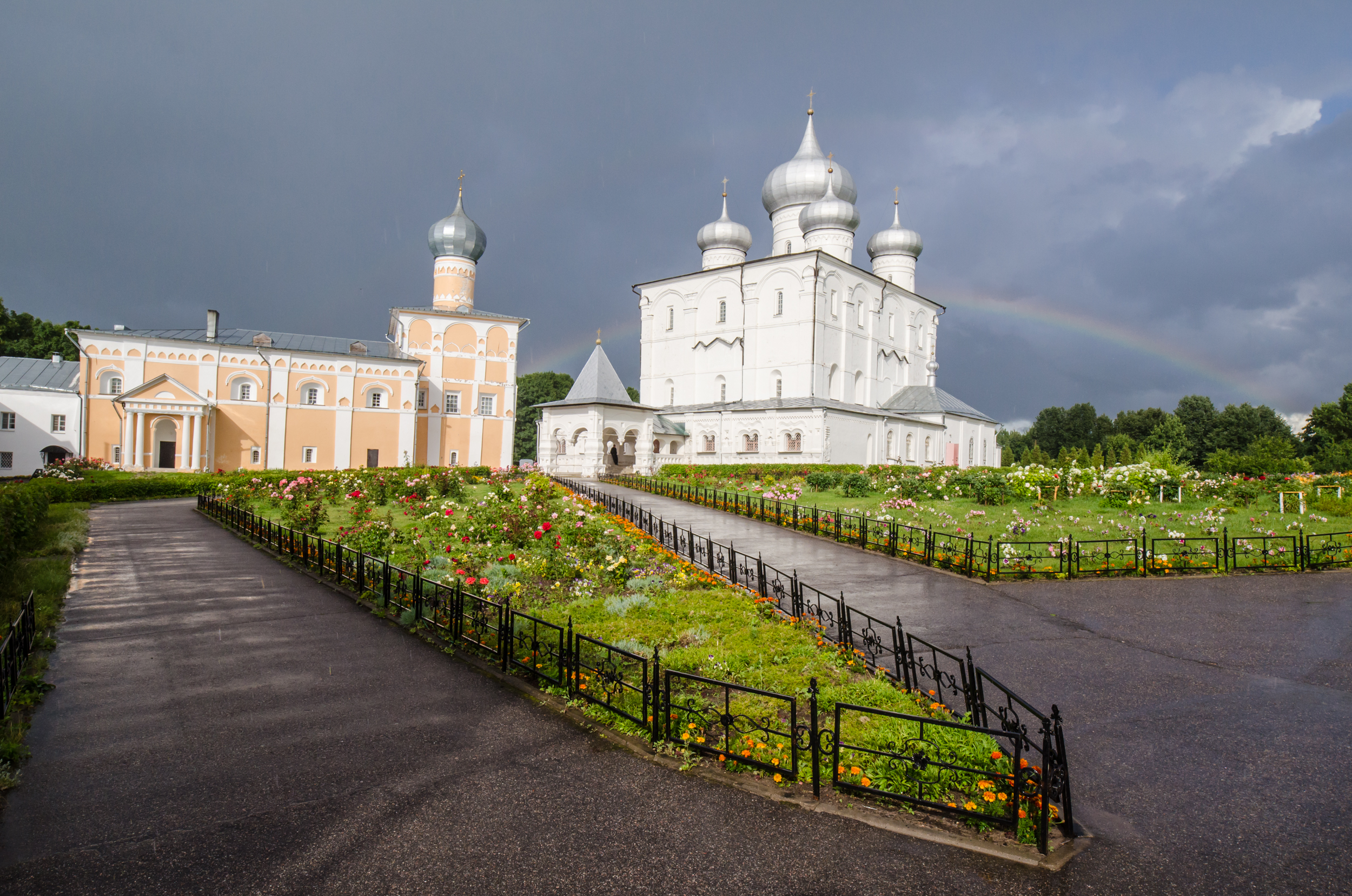
Хутынский монастырь

В 1789 году при открытии в Тамбовской семинарии богословского класса Ювеналий Медведский слушал там богословие, а в следующем году был посвящен в иеромонахи.
Переведенный в 1791 году в Хутынский монастырь, Ювеналий Медведский проходил там разные монастырские должности, а в 1795 году был определен там же наместником.
В 1802 году Ю. Медведский перешёл в Троице-Сергиеву лавру, где был лаврским духовником и катехизатором при семинарии; три года спустя Ювеналий снова вернулся в Хутынь-монастырь и тогда же был определен учителем духовного училища при Новгородском архиерейском доме.
В 1808 году Ювеналий Медведский был переведён учителем в Ладожское духовное училище, где в следующем 1809 году скончался.
Из сочинений Медведского наиболее известны следующие труды изданные в Москве: 1) «Христианское богословие для желающих в благочестии высшего успеха», в 3 ч., 1806 год; труд замечательный в том отношении, что представляет собой один из первоначальных опытов систематического богословия на русском языке; 2) «Акафист св. Алексию, митрополиту московскому» (1802 год) и 3) «Краткая риторика на Российском языке» (1804 год). Кроме печатных трудов, известны его сочинения и в рукописях: «Акафист Варлааму Хутынскому и Михаилу Клопскому» и «Катехизис», читанный в Троицкой лаврской семинарии.